# صالح حسن
صالح حسن (بالإنجليزية: Salih Hassan)‏ هو مجدف بريطاني، ولد في 26 ديسمبر 1962.

## وصلات خارجية
- صالح حسن على موقع الاتحاد الدولي للتجديف (الإنجليزية)
- صالح حسن على موقع اللجنة الأولمبية الدولية (الإنجليزية)
- صالح حسن على موقع أوليمبيديا (الإنجليزية)
- صالح حسن على موقع اللجنة الأولمبية البريطانية (الإنجليزية)